# Le Diable au couvent
Le Diable au couvent (deutsch Der Teufel im Konvent) ist eine französische Gruselkomödie aus dem Jahr 1899 von Georges Méliès. Der Film wurde durch die Filmfirma Star Film veröffentlicht. Der Film wurde in Amerika unter dem Titel The Sign of the Cross veröffentlicht.

## Handlung
Der Teufel springt aus dem Taufbecken eines Klosters und verwandelt sich in einen Priester. Dort predigt er vor einigen Nonnen und verwandelt sich wieder zurück. Die erschreckten Nonnen fliehen aus der Kirche und der Teufel zaubert seine Spießgesellen in die Kirche, um dort ihre Eroberung der Kirche zu feiern. 
Doch als eine weiße Frau mit einem Kreuz erscheint, erschrecken die Spießgesellen des Teufels sofort und verschwinden aus der Kirche. Nur der Teufel bleibt in der Kirche und versucht sich zu verteidigen. Er hat keine Chance da noch andere weiße Frauen mit einem Kreuz auftauchen. Er versucht zu fliehen und wird von einem Wächter des Klosters entdeckt. Der Teufel kann ihn überlisten.
Als der Priester der Kirche den Teufel zu stoppen versucht wird von ihm an der Nase herumgeführt. Erst als der Erzengel Michael erscheint, hat der Spuk ein Ende. 

## Hintergrundinformationen
Für den Film wurde eine Klosterkirche aus Pappe nachgebaut, auch einige Spießgesellen des Teufels wie z. B. ein Frosch wurden aus Pappe gefertigt. In der Kirche gibt es eine kleine Kanzel, einige Stühle, ein Taufbecken und ein Königsgrab.
Viele Szenen wurden mit einer Falltür und dem Stoptrick inszeniert. So wirkt die Jagd des Priesters nach dem Teufel fast magisch, weil er bei Bedarf jederzeit verschwinden kann.

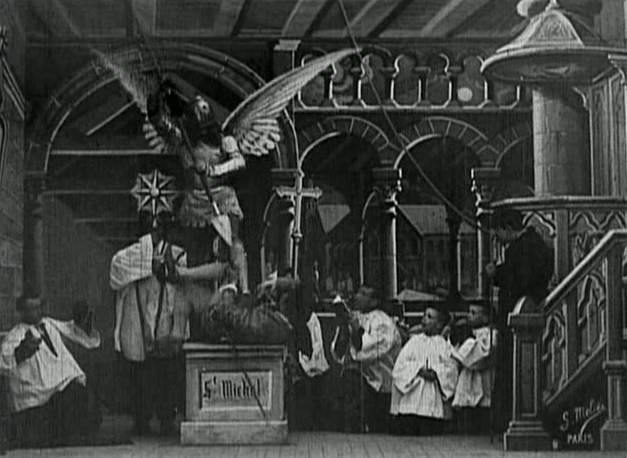
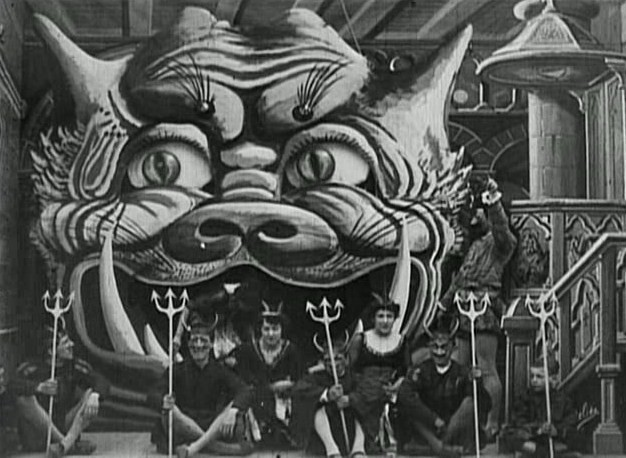